# Metepeira desenderi
Metepeira desenderi là một loài nhện trong họ Araneidae.
Loài này thuộc chi Metepeira. Metepeira desenderi được Léon Baert miêu tả năm 1987.